# شبگرد خاکستری
شبگرد خاکستری (نام علمی: Caprimulgus jotaka) نام یک گونه از تیره شبگردان است.